# Inés de Moncada
Inés de Moncada est une anachorète valencienne née en 1388 et morte en 1428.

## Biographie
Inés Pedrós Alpicat naît en 1388. Ses parents sont En Guillermo de Pedrós y Na Ángela de Alpicant.
Des croyances rapportent qu'à l'âge de quatre ans, elle aurait vu Jésus-Christ le jour de Noël.
Elle rédige des ouvrages et études sur des saints.
Elle essaie d’entrer à la chartreuse de Porta Cœli en se faisant passer pour un homme. La supercherie est rapidement découverte et la jeune femme est immédiatement expulsée de la chartreuse.
Elle cherche donc un refuge près de l’endroit où elle pourrait vivre sa vie de retraite et de prière. Elle s’installe à Sierra Calderona dans une cavité, elle vit loin du monde pendant 20 ans, jusqu’à sa mort en 1428.